# Amerikaanse dodaars
De Amerikaanse dodaars (ook wel dwergfuut genoemd) (Tachybaptus dominicus) is een vogelsoort uit de familie van de futen (Podicipedidae). De wetenschappelijke naam van de soort is gepubliceerd in 1766 door Linnaeus.

## Kenmerken
De Amerikaanse dodaars wordt ongeveer 21 tot 27 centimeter lang en weegt 112 tot 180 gram.

## Verspreiding en leefgebied
Deze soort komt voor op of bij het water van het zuiden van Texas tot het noorden van in Argentinië en telt vijf ]ondersoorten:
- T. d. brachypterus: van zuidelijk Texas en noordwestelijk Mexico tot Panama.
- T. d. bangsi: zuidelijk Baja California
- T. d. dominicus: Caraïben.
- T. d. brachyrhynchus: van noordelijk Zuid-Amerika tot noordelijk Argentinië.
- T. d. eisenmanni: westelijk Ecuador.

## Status
De grootte van de populatie is in 2019 geschat op 20.000-500.000 volwassen vogels. Op de Rode lijst van de IUCN heeft deze soort de status niet bedreigd.